# Antonio Graziadei
Antonio Graziadei, detto Tonino (Imola, 5 gennaio 1873 – Genova, 10 febbraio 1953), è stato un economista e politico italiano.
Tra i fondatori del Partito Comunista d'Italia, fu oggetto di aggressioni violente a Firenze e Parma da parte di fascisti e poi escluso dall'insegnamento universitario per volere del regime fascista di Benito Mussolini.

## Biografia

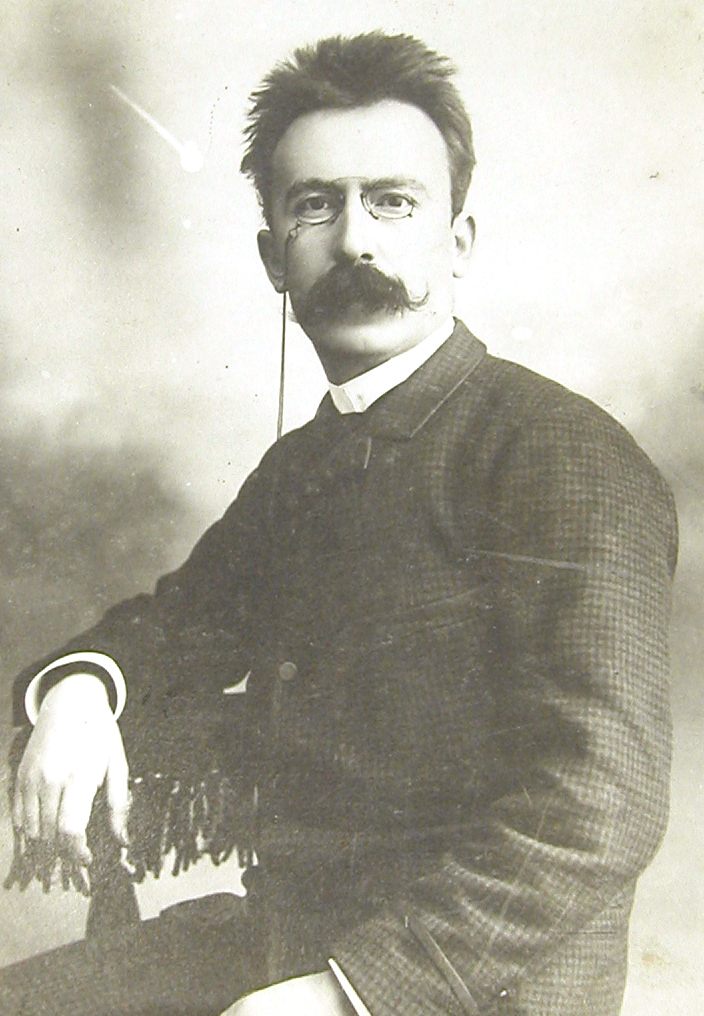
Andrea Costa

Graziadei nasce in una famiglia aristocratica e conservatrice, ma da giovanissimo sposa la causa degli umili e già nel 1893 aderisce al Partito socialista. Nella sua Imola conosce e frequenta Andrea Costa, il primo parlamentare socialista nella storia d'Italia.
Morto Costa, Graziadei lo sostituisce alla Camera dei deputati nel 1910. In questi anni si colloca all'estrema destra del Psi insieme a Leonida Bissolati ma, a differenza di quest'ultimo, riesce a evitare di farsi espellere nel 1912.
Con lo scoppio della prima guerra mondiale diventa un socialista massimalista.
Sarà poi tra i fondatori del Partito Comunista d'Italia durante la scissione al XVII Congresso del PSI del 1921, autonomo tanto dal gruppo ordinovista di Antonio Gramsci, quanto da quello di Amadeo Bordiga. All'interno del Pcd'I si colloca subito nella destra di Angelo Tasca, salvo poi lo stesso Tasca prendere le distanze da lui.
Dal 5 marzo 1923 all'estate 1924 è membro del Comitato Centrale del Pcd'I.
Con l'avvento della dittatura fascista, perde il seggio, conosce aggressioni e il confino e, infine, è allontanato dagli ambienti accademici.
Espulso dal Pcd nel 1928 per il suo revisionismo marxista, continua a pubblicare le sue tesi economiche per tutti gli anni trenta.
Col crollo del regime fascista ed il ritorno dell'Italia alla democrazia, nel 1945 è nominato membro della Consulta Nazionale, assemblea legislativa provvisoria. Viene riammesso nel Pci, reintegrato nella cattedra di Scienza delle finanze all'Università di Parma, per poi divenire professore di Economia agraria nell'ateneo romano.
Come professore di economia, per quanto convintamente marxista in politica, non riuscì ad apprezzare mai il Marx economista, ritenendo che questi avesse commesso degli errori soprattutto sulla definizione del concetto di valore-lavoro.
Fu il padre dell'avvocato Ercole Graziadei.

### Opere di Graziadei
- La teoria del valore di Carlo Marx; intervento sulla polemica Soldi-Coletti, in “Critica sociale”, 1 e 16 ottobre 1894, pp. 295–297 e 317-319.
- Le teorie del valore di Carlo Marx e Achille Loira, in “Critica sociale”, 16 novembre 1894, pp. 347–349.
- Sopralavoro e sopravalore. L'indipendenza della teoria del profitto dalla teoria del valore, in “Critica sociale”, 16 ottobre 1895, pp. 296–297.
- Il Capitale tecnico e la teoria classico socialista del valore, Università di Bologna, Facoltà di Giurisprudenza, tesi di laurea, 1895.
- La pregiudiziale dei socialisti imolesi: risposta a Un Travet, in “Critica sociale”, 1897.
- L'imboscata delle otto ore, in “Critica sociale”, 1897.
- Sopralavoro e sopraprodotto, in “Critica sociale”, 16 settembre 1897, pp. 284–286.
- Al pubblico, Imola, Lega tipografica, 1898.
- La produzione capitalistica, Torino, Fratelli Bocca Edit., 1898.
- Pro domo mea, in “Avanti!”, Roma, 16 gennaio 1899.
- Il lavoro e la macchina, ne “Il Giornale degli Economisti”, aprile 1899, pp. 311–331.
- Produzione e valore, Torino, Roux Frassati e C., 1899.
- Intorno alla teoria edonistica del valore. Ha la teoria edonistica del valore una base fisiologica o psicologica?, Torino, Roux e Viarengo, 1900.
- Risposta a Jaurès. Le dottrine economiche di Marx, in “Critica sociale”, 1 e 16 settembre 1900, pp. 267–284 [edizione francese].
- Un aumento assoluto dei salari è compatibile con la teoria marxista? Risposta antiquata, ma non superflua, a L. Negro, in “Critica sociale”, 16 *febbraio 1901, pp. 58–61; 16 marzo 1901, pp. 88–90; 1º giugno 1901, pp. 173–176; I luglio 1901, pp. 200–203 [il titolo e il sottotitolo variano nei diversi numeri].
- La rinnovazione dei trattati di commercio e gli interessi della provincia di Bari di Angelo Bertolini, Antonio Graziadei, Bari, G. Laterza e figli, 1901.
- Intorno alla legge del godimento decrescente ed al principio del grado finale di utilità, Valparaiso, Imprenta del Universo de G. Helfmann, 1901.
- Saggio di una indagine statistica sui prezzi. L'industria del nitrato sodico dal 1880 al 1901, Imola, cooperativa tip. Editrice, 1902.
- Napoli e la questione meridionale, in “Critica sociale”, 1903, n. 14, pp. 216–219.
- La cooperazione in Italia, Torino, Roux e Viarengo, 1904.
- Il movimento operaio. Prelezione al corso di economia politica nella Università di Cagliari, 18 aprile 1904, Milano, Uffici della Critica sociale, 1904.
- Saggio di una indagine sui prezzi in regime di libertà e di sindacato. (L'industria del nitrato sodico dal 1º gennaio 1880 al 31 dicembre 1903), Imola, Cooperativa tipografica editrice, 1905.
- Sindacalismo, Riformismo, Rivoluzionarismo, in “Critica Sociale”, a. XV, n. 13, luglio 1905.
- Sindacalismo Riformista?, in “Critica Sociale”, a. XV, n. 14-15, 1º agosto 1905.
- Politica di partito e politica di classe. Prosegue la polemica sul sindacalismo... riformista, in “Critica Sociale”, a. XV, n. 16, 16 agosto 1905.
- Economia politica pura ed applicata, Roma, Rivista italiana di sociologia, 1907.
- Note intorno ai sindacati industriali, Cagliari, Stab. tip. G. Dessi, 1909.
- Socialismo e sindacalismo. Conferenza tenuta nel ridotto del teatro d'Imola il 15 settembre 1908, Roma, Mongini, 1909.
- Gli errori del sindacalismo rivoluzionario, in “Critica Sociale”, 1909.
- Intorno alla teoria edonistica del valore, Torino, Roux e Viarengo, 1910.
- Mezzadria e bracciantato in Romagna, in “Critica Sociale”, 1911-1912.
- La questione agraria in Romagna. Mezzadria e bracciantato, Milano, Critica sociale, 1913.
- Riforma tributaria o inasprimenti fiscali?, in “Critica Sociale”, 1913.
- I metodi e le responsabilità del Governo nell'impresa libica: Costituzionalismo e Finanza, in “Critica Sociale”, 1914.
- Nell'oggi e nel domani, in “Critica Sociale”, 1915.
- Questioni di misura e di tempo nell'intervento dell'Italia, in “Critica Sociale”, 1915.
- Idealità socialiste e interessi nazionali nel conflitto europeo, Roma, Athenaeum, 1915.
- Prefazione a A. Devito Tommasi, L'economia domestica nell'insegnamento. Linee e prospetti, Torino, Società Tipografico-Editrice Nazionale, 1917.
- La guerra e la pace al lume dei principi socialisti, in “Critica Sociale”, 1917.
- Quantità e prezzi di equilibrio fra domanda ed offerta in condizioni di concorrenza, di monopolio e di sindacato tra imprenditori. (Con particolari applicazioni all'industria del nitrato sodico dal 1. gennaio 1880 al 31 dicembre 1903), Roma : Athenaeum, 1918.
- Le finanze dei comuni di Cremona e di Due Miglia e le condizioni e gli effetti di una loro eventuale unione, Cremona, Tipografia interessi cremonesi, 1919.
- La guerra mondiale e il socialismo comunista. Discorso pronunciato al XVI Congresso nazionale del Psi, Milano, Avanti!, 1920.
- Prezzo e sovrapprezzo nell'economia capitalistica. Critica alla teoria del valore di Carlo Marx, Milano, Societa editrice Avanti!, 1923.
- Preis und Mehrpreis in der kapitalistischen Wirtschaft : (Kritik der Marxschen Werttheorie), Berlin, Verl. von R. L. Prager, 1923.
- Prezzo e sovrapprezzo nell'economia capitalistica. Critica alla teoria del valore di Carlo Marx, 2ª ed. italiana, riveduta ed ampliata sulla 1ª ed. tedesca, Torino, F.lli Bocca, 1924.
- Le prix et le sur-prix dans l'économie capitaliste. Critique de la théorie de la valeur selon Karl Marx, Paris, F. Rieder, 1924.
- La concezione del sopralavoro e la teoria del valore. Il sopralavoro come fenomeno di classe, Roma, Societa anonima poligrafica italiana, 1925.
- Der Begriff der Mehrarbeit und die Werttheorie. Die Mehrarbeit als Klassenphänomen, Bolzano, Trevisini, 1925.
- Il prezzo e il sovrapprezzo in rapporto ai consumatori ed ai lavoratori, Roma, Soc. an. poligrafica italiana, 1925.
- Preis und Mehrpreis und ihre Beziehungen zu Konsumenten und Arbeitern, Bolzano, Libreria Editrice italiana, 1925.
- La teoria del valore ed il problema del capitale "costante" (tecnico), Roma, Maglione e Strini, 1926.
- Die Werttheorie und das Problem des konstanten (Technischen) Kapitals, Bolzano, Libr. Edit. Italiana, 1926.
- Capitale e colonie, Milano, Casa editrice sociale, 1927.
- Capitale e salari, Milano, Monanni, 1928.
- Kapital und Kolonien, Berlin, R. L. Prager; Milano, L. Trevisini, 1928.
- Kapital und Lohne, Berlin, R. L. Prager; Milano, L. Trevisini, 1929.
- Sindacati e salari, Milano, Trevisini, 1929.
- Syndikate und Lohne, Berlin, R. L. Prager, 1929.
- La rente et la propriété de la terre. Critiques aux théories de Marx, Paris, M. Rivière, 1930.
- Le teorie del valore e l'economia politica, Città di Castello, Leonardo da Vinci, 1931.
- La rente de la terre. Critiques aux théories de Marx, Paris, Les Éditions Rieder, 1934.
- Le capital et l'intérêt. (Critiques aux théories de Marx), Paris, Les Éditions Rieder, 1935.
- La teoria del valore. L'impostazione del problema, i suoi rapporti col sovraprodotto, gli errori di Marx, Milano, Edizioni dell'ANS-Problemi del lavoro, 1935.
- La théorie de la valeur. Critiques aux doctrines de Marx, Paris, Éd. Rieder, 1935.
- Le capital et la valeur. Critique des théories de Marx, Paris, Pichon et Durand-Auzias; Lausanne, Rouge, 1936.
- Le crisi del capitalismo e le variazioni del profitto, Milano, F.lli Bocca, 1939.
- Il risparmio e l'interesse nella grande industria bancaria, Milano, F.lli Bocca, 1939.
- Il risparmio, lo sconto bancario e il debito pubblico, Milano, F.lli Bocca, 1941.
- Le Teorie sull'utilità marginale e la lotta contro il marxismo, Milano, F.lli Bocca, 1943.
- Studi sul marxismo. Critica alle Teorie economiche di Marx. Risposte a Croce, Duncker, Rosselli e Bordiga, Milano, Ed. Gentile, 1945.
- Elementi di economia agraria, Roma, Ed. dell'Ateneo, 1946.
- Nuovi studi sulla teoria della rendita fondiaria, 1946.
- Relazioni tra economia politica generale ed economia agraria, 1946.
- Le teorie sulla produttività marginale e la lotta contro il marxismo, Milano, Fratelli Bocca, 1946.
- Il capitale e il valore. Critica della economia marxista, Firenze, Sansoni, 1947.
- Cosa è il marxismo. 12 conferenze all'Università di Roma, Roma, Ed. dell'Ateneo, 1947.
- Il capitale e il valore. Critica della economia marxista, Roma, Ed. Leonardo, 1948.
- Il salario e l'interesse nell'equilibrio economico, Roma, Ed. dell'Ateneo, 1949.
- Memorie di trent'anni. 1890-1920, Roma, Rinascita, 1950.
- Compendio di economia politica, Milano, F.lli Bocca, 1951.
- Democrazia borghese e democrazia socialista, Roma, L. Morara, 1952.
- Pluslavoro e plusvalore. Economia marxista e realtà capitalistica, Genova, Cooperativa poligrafici A. Gramsci, 1952.
- Idealità socialiste e interessi nazionali nel conflitto mondiale, [2. ed. aum. e riv.], Roma, Athenaeum, 1968.
- Scritti scelti di economia, a cura di Mauro Ridolfi, Torino, UTET, 1969.
- Appunti sul rapporto tra risorse naturali ed insediamenti antropici in Basilicata, Melfi, Libria, 2004.

### Opere su Graziadei
- Hermann Duncker, Il revisionismo marxista di Graziadei, 1929.
- Luigi Dal Pane, Il pensiero economico di Antonio Graziadei, Faenza, Fratelli Lega, 1955; Padova, CEDAM, 1955.
- Paolo Spriano, Storia del Partito comunista italiano, I, Da Bordiga a Gramsci, Torino, Einaudi, 1967, ad Indicem.
- Paolo Spriano, Storia del Partito comunista italiano, II, Gli anni della clandestinità, Torino, Einaudi, 1969, ad Indicem.
- Giorgio Gattei, L'economia senza valore di Antonio Graziadei, in “Studi storici”, n. 1, Bologna, Istituto Gramsci, 1971.
- Eugenio Zagari, Marxismo e revisionismo. Bernstein, Sorel, Graziadei, Leone, Napoli, Guida, 1975.
- Roberto Finzi (a cura di), Neo-ricardiana: Sraffa e Graziadei, Bologna, Il Mulino, 1977.
- Amedeo Ciotti, Antonio Graziadei. Pensiero ed azione socialista, Roma, Baryes, 1981.
- AA.VV. Il pensiero e l'opera di Antonio Graziadei. Convegno di studi, Imola, 15-16 ottobre 1981. Relazioni presentate da Arturo Colombo, Paolo Favilli, Franco Ferrarotti, Mauro Gallegati e Giorgio Gattei.
- Arturo Colombo, L'attività parlamentare di Antonio Graziadei, in “Il politico”, a.46, n.4, 1981.
- Marco E. L. Guidi, Antonio Graziadei e la teoria della rendita fondiaria, in “Studi storici”, n. 1-2, Bologna, Istituto Gramsci, 1983.
- Paolo Favilli, Riformismo e sindacalismo. Una teoria economica del movimento operaio: tra Turati e Graziadei, Milano, F. Angeli, 1984.
- Francesco Martelloni, Marx e Graziadei: elementi per un confronto fra due teorie del sovrappiù e del plusvalore, in «Il pensiero economico italiano», 1995, 1, p. 121-68
- Francesco Martelloni, Antonio Graziadei nei primi scritti della Critica sociale. (1894-1895), in Studi in onore di Domenico Novembre, Annali del Dipartimento di Scienze storiche, filosofiche e geografiche dell'Università degli studi di Lecce, aa. 9-12 (1992-93/1995-96).
- Pietro Maurandi, Il caso Graziadei. Vita politica e teoria economica di un intellettuale scomodo, Roma, Carocci, 1999.
- Pietro Maurandi, L'autonomia della teoria economica dalla politica nell'attività parlamentare di Antonio Graziadei, in Massimo M. Augello, Marco E. L. Guidi (a cura di), Una storia dell'economia politica dell'Italia liberale, Milano, F. Angeli, 2003.